# Lek (beek)
De Lek, Leke of Leecke, ook  't Piepke genoemd, is de grensbeek tussen de Nederlandse provincies Groningen en Drenthe, tussen de gemeenten Leek en Noordenveld. Het is een oude veenstroom. Door het graven van het Leekster Hoofddiep door Wigbold van Ewsum rond 1558 heeft hij zijn betekenis voor de afwatering grotendeels verloren.
Het dorp Leek (vroeger: De Leek) dankt zijn naam aan de beek. De beek die in 1495 in de willekeur van Roden te boek stond als dye Leeck.
Het Groningse Leek ligt direct aan het Drentse Nietap. De straat die de dorpen verbindt heet 't Piepke, de andere naam van de beek.